# 交通事故自動記録装置
交通事故自動記録装置（こうつうじこじどうきろくそうち、通称:タームス: TAAMS - Traffic Accident Auto Memory System）は、交通事故発生時における衝突音やブレーキ音などを感知し、その前後の映像を自動的に記録する装置である。警察庁により2001年5月から導入が開始され、現在、日本各地にある約1千箇所の交差点に設置されている。

## 概要
タームスは常時、映像と音を記録し続けているが、バッファを越えた分の記録は常に廃棄され続けている。事故が起きる際には衝突音・ないしブレーキ音が発生するが、それをマイクが検知すると、衝突の前後あわせて10秒間の動画映像記録を作成する。また、カメラの死角をなくすため、2台以上がセットで設置されることが多い。

## 設置によるメリット
- 死亡事故において、「死人に口無し」の状況を回避できる。
- 捜査に要する手間が省ける。
  - 日本では、交通事故自動記録装置の信用性を認める判決があり[1]、結果的に過失割合の判定などにも利用される可能性がある。

## デメリット
- 基本的に音によって反応するため、子供の甲高い声、トラックの荷台に物が乗っている際のカラカラといった車両の音、鳥などの動物の鳴き声等、周囲の音を検知し誤作動することがある。
- 画質がVHSビデオ相当であるため、詳細な画像分析には向かない。
- 設置費用が高額である。